# Ila Bálint
Ila Bálint (Kunszentmiklós, 1903. február 15. – Budapest, 1975. augusztus 17.) történész, levéltáros.

## Élete
A kunszentmiklósi református gimnáziumba (ma Baksay Sándorról van elnevezve) járt. 1927-ben Eötvös kollégistaként a Budapesti Tudományegyetemen szerzett bölcsészdoktori diplomát. 1927-től húsz hónapon át volt a Bécsi Magyar Történeti Intézet belső tagja. Itt a levéltárban dolgozott. 1930-1969 között, egészen a nyugdíjazásáig a Magyar Országos Levéltár munkatársa volt. Megszervezte a mikrofilmcsoportot, melyet éveken át vezetett. Főként a középkori oklevélgyűjteményeket vizsgálta, húszezernél több középkori oklevél regesztáját készítette el. Az Union Internationale pour l'études scientifique de la population tagja.

## Művei
- 1927 A Szentgyörgyi és Bazini grófok birtokainak kialakulása. Turul 1927/2.
- 1932 A Thurzó család levéltára. Levéltári Közlemények.
- 1934 A Thurzó levéltár protestáns egyháztörténeti iratai. Budapest.
- 1934 Az 1614.-i linzi egyetemes gyűlés. Bécsi Magyar Történeti Intézet Évkönyve.
- 1937 Gömör vármegye iskolaügye 1770–1777. Budapest. (Domanovszky Sándor Emlékkönyv)
- 1937 A gömöri jobbágyság a XVI-XVIII. században. Budapest.
- 1958 Úriszék, 16–17. századi perszövegek. Budapest. (szerk. Varga Endre)
- 1964 Veszprém megye helytörténeti lexikona I-II. (tsz. Kovacsics József)
- 1968 Die Walachensteuer Tretina (Viehwirtschaft und Hirtenkultur). Budapest.
- 1993 Az Abaffy család levéltára, 1247-1515 - A Dancs család levéltára, 1232-1525 - A Hanvay család levéltára, 1216-1525 (kézirata alapján sajtó alá rendezte és szerkesztette Borsa Iván).
- 1944/1946/1969/1976 Gömör megye I-IV.
- 2015 Valašské obyvateľstvo panstiev Muráň, Štítnik a Krásna Hôrka (1425-1669). Tretina - daň valašských pastierov. Dolné Srnie.